# 无敌飞天侠
《无敌飞天侠》是1976年7月5日到1977年3月28日在富士電視台全38話播放的電視動畫，一峰大二作画的漫画版在『冒険王』連載。

## 故事介绍
由利博士為了對抗海底帝國摩古魯的侵略就製造了四個機器人，分別叫電光號、電能號、電子號和電極號。但這四個機械人必須有Electronic能力的人駕駛不然開不動，所以由利博士找了四位駕駛員。其中飛鳥天平的Erebus能力最高。飛鳥天平與其他三人分别是石田厳介、貝利劍城和早見仁太一同作戰。結局是雙方決戰，最後以敵方海底帝國摩古魯全军覆没結束。

## 製作人员
- 製作：本橋浩一
- 企画：葦プロダクション、佐藤俊彦
- 原作：葦プロダクション、八田朗（山本優）
- 總監督：案納正美
- 人物設定：高橋資祐、坂田ゆう
- 機械設定：七戸洋之助、松田豪、清水春雪
- 作画監督：田中保
- 美術監督：新井寅雄
- 色彩設定：岡島春樹→向井稔
- 編集：相原義彰、高橋忍
- 現像：東京現像所
- 録音：藤野貞義
- 音樂：筒井廣志
- 製作人：小野哲生、安達ひでお
- 制作：日本動畫公司、葦プロダクション、富士電視台（別所孝治）

## 主題歌
片頭曲『ブロッカー軍団 マシーンブラスター』
作詞 - とくら清和 / 作曲 - 小林亜星 / 編曲 - 筒井広志 / 歌 - ヒデ夕樹、東映児童合唱団
片尾曲『男天平の唄』
作詞 - 武者造 / 作曲 - 小林亜星 / 編曲 - 筒井広志 / 歌 - 北原浩一